# Trident Microsystems
Trident Microsystems, Inc. fue una compañía estadounidense que fabricaba procesadores para pantallas planas LCD.
Inicialmente fue un fabricante de chips GPU para tarjeta gráfica, siendo una compañía de cierto éxito en ese mercado a comienzos de los años 90, especialmente popular con OEM por sus chips de bajo precio SVGA aceleradores 2D, como las gamas 9440 y 9680.
En 2003 vendió su división de GPUs a XGI Technology.